# يو إس إس هورنيت (سي ڤي-12)
يو إس إس هورنيت (بالإنجليزية: USS Hornet (CV-12))‏ هي حاملة طائرات من طراز إسكس تم تصميمها للبحرية الأمريكية خلال الحرب العالمية الثانية. أُنجزت السفينة في أواخر عام 1943 وصُممت لفرقة العمل 38 أو 58 في المحيط الهادئ، وهي القوة الهجومية الرئيسية للبحرية خلال حرب المحيط الهادئ. في أوائل عام 1944، شاركت في الهجمات على المنشآت اليابانية في غينيا الجديدة وبالاو وغيرهما. وبعد ذلك، شارك هورنيت في حملة ماريانا وجزر بالاو ومعظم العمليات الفرعية، وأبرزها معركة بحر الفلبين في يونيو. ثم شاركت بعد ذلك في حملة الفلبين في أواخر عام 1944، وفي حملة الجزر البركانية وريوكيو في النصف الأول من عام 1945. إلا أنه قد لحقت بها أضرارًا بالغة عقب إعصار تيفون في يونيو واضطرت إلى العودة إلى الولايات المتحدة لإجراء الإصلاحات.